# Шипуновский мраморный карьер
Шипуновский мраморный карьер — карьер, расположенный близ Искитима (Новосибирская область). Разработки мрамора были прекращены в 1990-х годах.

## История
В 1929 году в окрестностях современного Искитима было обнаружено крупное месторождение известняковых пород, а также залежи других полезных ископаемых.
Во время дополнительных исследований здесь были найдены запасы мраморизованного известняка.
В 1969 году принято решение о проектировании завода по производству облицовочной плиты из природного камня.
Первая плита была выпилена 14 января 1973 года.
В 1990-х годах разработка Шипуновского месторождения прекратилась в результате последствий производившихся в соседнем известняковом карьере взрывных работ, из-за которых на мраморе появились трещины.

## Использование мрамора
Мрамор Шипуновского месторождения использовался при строительстве Игналинской АЭС и АЭС имени Ленина, санаториев Белокуриха, Краснозёрский, Речкуновский, Южное и Киргизское взморье, дворца культуры «Октябрь» (микрорайон Ложок, Искитим).
В Новосибирске искитимский мрамор применялся в отделке здания бывшего обкома партии, Театра юного зрителя, станций метро «Октябрьская» и «Красный проспект».

## Туризм
Заброшенный карьер используется как место для фотосессий и прогулок.